# 池田町 (名古屋市)
池田町（いけだちょう）は、愛知県名古屋市中区の地名。

## 地理
東は西瓦町、西は七曲町・大坂町三丁目・南武平町二丁目・同三丁目、南は松島町、北は西新町・宮出町に接していた。

### 学区
- 中学校 - 名古屋市立白山中学校
- 小学校 - 名古屋市立老松小学校[6][7]

### 人口
国勢調査による人口の推移
| 1950年（昭和25年） | 910人  |  |
| 1955年（昭和30年） | 1046人 |  |
| 1960年（昭和35年） | 1266人 |  |
| 1965年（昭和40年） | 1104人 |  |

## 歴史

### 地名の由来
長栄寺南西部の沼地より字池ノ内となり、その字名より命名された。

### 沿革
- 宝暦6年 - 前津小林村字池ノ内が町家に発展したことから、池田町と改称[8]。
- 明治4年9月29日 - 綿屋町・鍛治屋町を編入[9]。
- 1878年（明治11年）12月20日 - 名古屋区成立に伴い、同区池田町となる[2]。
- 1889年（明治22年）10月1日 - 名古屋市成立に伴い、同市池田町となる[2]。
- 1908年（明治41年）4月1日 - 中区成立に伴い、同区池田町となる[2]。
- 1969年（昭和44年）10月21日 - 全域が栄四丁目および同五丁目に吸収され、消滅[2]。